# Ларш Кеплер
Ларш Кеплер (на шведски: Lars Kepler) е общ псевдоним на шведските писатели Александра Коельо Андорил (на шведски: Alexandra Coelho Ahndoril) и Александър Андорил (на шведски: Alexander Ahndoril), автори на бестселъри в жанра трилър.
Избират псевдонима си като почит към световноизвестния шведски писател Стиг Ларшон и големия учен Йохан Кеплер.

## Съвместно творчество
Първият им трилър „Хипнотизаторът“ от емблематичната им поредица „Криминален инспектор Юна Лина“ е публикуван през 2009 г. Главният герой и много уважаван и професионален полицай, един от най-надеждните следователи. Силен, безстрашен и упорит, той не се колебае да използва нестандартни, понякога дори съмнителни, методи за решаване на случаите си. Същевременно крие болезнено минало и травма, което го тласка непреодолимо да търси справедливост за жертвите.
Романът става международен бестселър и е преведен на 38 езика по целия свят. Ларш Кеплер е определен за автор на 2010 г. Екранизиран през 2012 г. е в едноименния филм с участието на Тобиас Зилиакус, Микаел Персбранд и Лена Олин.
Следващите романи от поредицата също са бестселъри. Трилърът „Договорът Паганини“ е екранизиран през 2015 г.
Двамата писатели първоначално не разкриват истинската си самоличност, докато таблоидът „Aftonbladet“ не публикува собственото си разследване, след което те излизат с прессъобщение и публикация в собствения си сайт.
Псевдонимът „Ларш Кеплер“ им позволява да разделят съвместната си дейност от самостоятелните си произведения, където всеки от тях търси различен стил в успешната си кариера.
Писателският тандем започва да издава през 2015 г. нова поредица от трилъри с наименование „The Playground“.

## Произведения

### Серия „Криминален инспектор Юна Лина“ (Detective Inspector Joona Linna)
1. Hypnotisören (2009)
Хипнотизаторът, изд.: ИК „Ентусиаст“, София (2011), прев. Светла Стоилова
2. Paganinikontraktet (2010)
Договорът Паганини, изд.: ИК „Ентусиаст“, София (2013), прев. Цветана Добрева
3. Eldvittnet (2011)
Свидетел на огъня, изд.: ИК „Ентусиаст“, София (2016), прев. Меглена Боденска
4. Sandmannen (2012)
Пясъчния човек, изд.: ИК „Ентусиаст“, София (2019), прев. Антоанета Дончева-Стаматова
5. Stalker (2014)
Преследвачът, изд.: ИК „Ентусиаст“, София (2020), прев. Антоанета Дончева-Стаматова
6. The Rabbit Hunter (2016)
Ловеца на зайци, изд.: ИК „Ентусиаст“, София (2022), прев. Антоанета Дончева-Стаматова
7. Lazarus (2018)
Лазар, изд.: ИК „Ентусиаст“, София (2023), прев. Антоанета Дончева-Стаматова
8. Spegelmannen (2020)                                                                                                                                                             Огледалния човек, изд.:  ИК „Ентусиаст“ София (2023), прев. Антоанета Дончева-Стаматова
9. Spindeln (2022)                                                                                                                                                                                Паяка, изд.:  ИК „Ентусиаст“ София (2024), прев. Антоанета Дончева-Стаматова

### Серия „Детската площадка“ (Playground)
1. Playground (2015)

### Екранизации
- 2012 Hypnotisören
- 2015 Paganinikontraktet